# William Acquavella
William Raymond Acquavella, né le 7 octobre 1937 à New York, est un marchand d'art et galeriste américain, directeur d'Acquavella Galleries, fondée en 1921 par son père, Nicholas Acquavella.

## Biographie
William Acquavella naît à New York dans une famille d’origine italienne, fils d’Edythe Acquavella et de Nicholas Acquavella (en). Son père, immigré italien, a fondé Acquavella Galleries (en) en 1921. Dès son enfance, il grandit dans l’univers du marché de l’art, observant le travail de son père et les échanges avec les collectionneurs et les artistes.
Il fréquente une école catholique locale, avant d’être envoyé en internat à la Westminster School (en) à Simsbury, Connecticut, sur l’initiative de son père, très attaché à l’idée de lui assurer une éducation solide.
Il poursuit ensuite des études supérieures à l’université Washington et Lee à Lexington où il obtient son baccalauréat ès art en 1959. Durant ses années universitaires, il participe au Reserve Officers Training Corps (ROTC), ce qui lui permet d’effectuer six mois de service actif dans l’armée américaine après l’obtention de son diplôme,.

## Carrière
À la fin de son service militaire, sans projet professionnel précis, il accepte la proposition de son père de travailler temporairement à la galerie familiale, en attendant de trouver un emploi. Il commence ainsi à collaborer avec Acquavella Galleries (en) à la fin de l’année 1960, sans intention initiale d’y faire carrière. Dès les premières années de son activité au sein de la galerie, William Acquavella s’implique davantage dans son développement et contribue à en élargir la spécialisation. Alors que l’entreprise familiale était initialement tournée vers les maîtres anciens, notamment la peinture de la Renaissance et du baroque italiens, il oriente progressivement la galerie vers l’art impressionniste, moderne et contemporain. Cette évolution stratégique permet à Acquavella Galleries de s’adapter aux nouvelles attentes du marché et d’attirer une clientèle internationale.
En 1965, il réalise l’une de ses premières opérations marquantes en acquérant 17 tableaux de Pierre Bonnard, issus de la succession de l’artiste. Il obtient également le prêt de 13 autres tableaux afin d’organiser une exposition à New York.
À la fin des années 1980, William Acquavella continue à renforcer la position de la galerie sur le marché international en élargissant son activité à l’art d’après-guerre et contemporain, tout en poursuivant la valorisation des maîtres modernes. Cette orientation permet à la galerie de nouer des partenariats stratégiques et de participer à des transactions majeures.
En 1990, il conclut un accord avec la maison de ventes Sotheby’s pour créer une filiale commune, Acquavella Modern Art, qui acquiert notamment la collection de la Pierre Matisse Gallery. Cette collection comprend environ 4 700 œuvres de maîtres tels que Joan Miró, Alberto Giacometti et Marc Chagall, contribuant ainsi à renforcer l’offre de la galerie dans le domaine de l’art moderne.
En 1992, William Acquavella devient le représentant du peintre britannique Lucian Freud, figure majeure de l’art figuratif du XXe siècle, après avoir contribué à régler les dettes de jeu de l’artiste, estimées à 2,7 millions de livres sterling,.
Dans les années 2000, la galerie multiplie les expositions de prestige, notamment autour des œuvres de Claude Monet, Pablo Picasso, Roy Lichtenstein ou Andy Warhol, confirmant son positionnement parmi les acteurs les plus influents du marché de l’art.
À partir de cette période, les enfants de William Acquavella s’impliquent également dans la gestion de l’entreprise familiale, contribuant à assurer la continuité de l’activité sur plusieurs générations,.
En 2012, William Acquavella est cité par le magazine Forbes parmi les dix marchands d’art les plus influents au monde.

## Vie privée
William Acquavella a épousé Hope Brown, fille de Mr. et Mrs. Archibald M. Brown, le 21 mai 1967 à Shelburne, dans le Vermont. Le couple a eu trois enfants : Eleanor Hope, Nicholas et Alexander Acquavella.
En 1976, lors d'une cérémonie privée à New York, il épouse Donna J. Acquavella (née Sontheimer), diplômée de l'université de Pennsylvanie et assistante de recherche en psychiatrie à l'hôpital Mont Sinaï.